# 智林體育台
智林體育台為臺灣一個體育運動頻道，由宏碁集團創辦人施振榮次子施宣麟創辦，公司名稱為「智林運動行銷股份有限公司」。智林體育台於2003年開播，節目內容以臺灣各種業餘體育賽事，以及基層體育賽事轉播為主。
施宣麟曾任職全球最大的運動行銷企業集團国际管理集团（IMG）旗下的環球管理顧問公司，2004年在臺灣市場推動運動行銷概念，成立智林運動行銷。智林體育台頻道成立的宗旨，在於推廣台灣各項運動，頻道定位為基層體育賽事的直播平台。

## 頻道位置
智林體育台頻道位置：
- 臺灣有線電視：多數在129頻道，部分系統業者在122、128、169、184、709頻道
- 中華電信MOD：215頻道
- 四季線上4gTV：105頻道
- LiTV 線上影視：221頻道

## 軼事
2010年創設YouTube官方頻道時的使用者名稱「hopegolfweekly」源自於《高球教室》每週線上節目，以及「社會人業餘高爾夫排名賽」，但後來該節目改由元木運動行銷承接，並以旗下實體教學機構「HOPE高球學苑」的名義另設新頻道。

## 外部連結
- 智林體育台官方網站 （页面存档备份，存于）
- 智林體育台的Facebook專頁